# Internationale Kurzfilmtage Winterthur

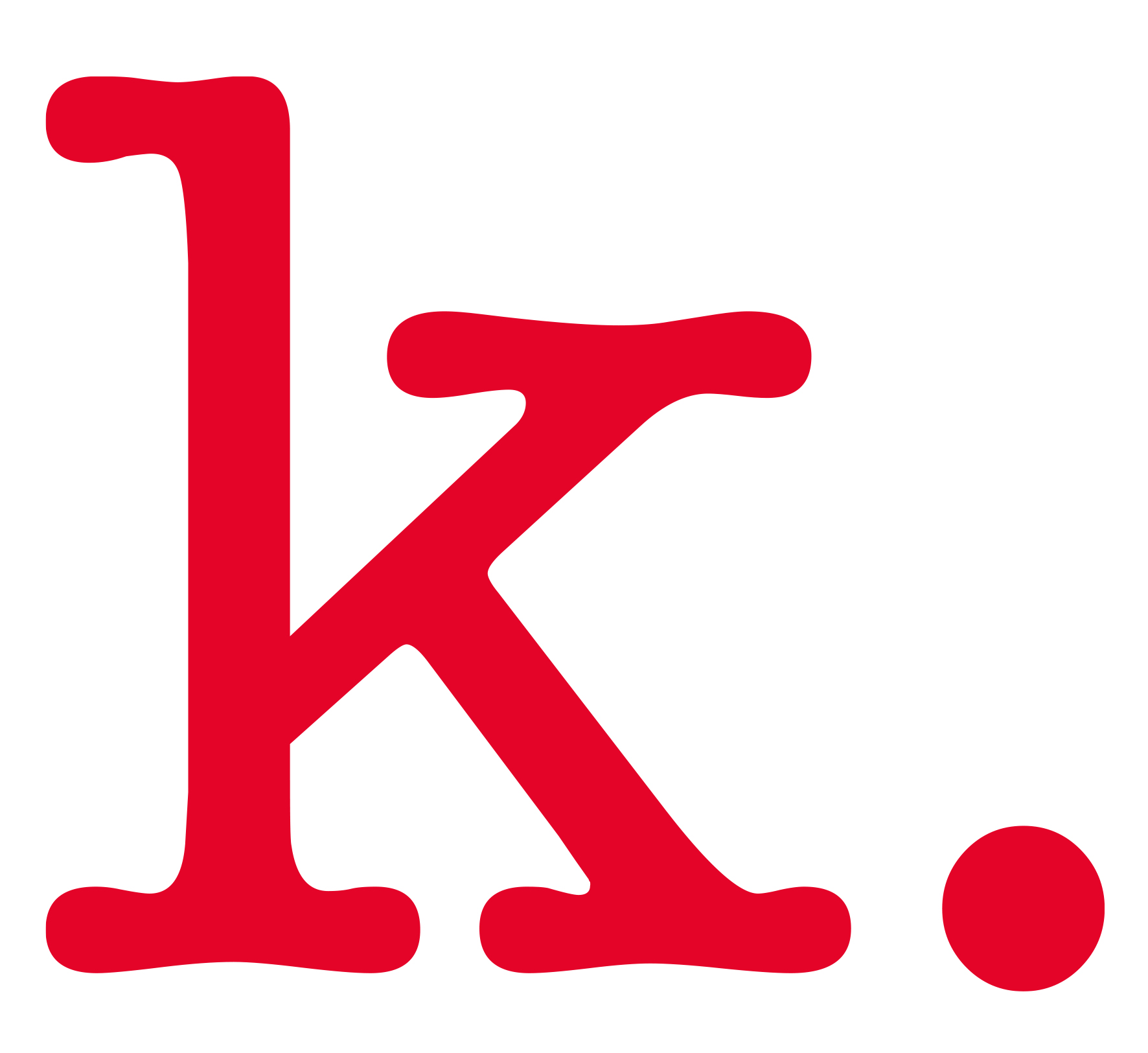
Logo des Festivals

Die Internationalen Kurzfilmtage Winterthur sind ein jährlich im November stattfindendes Kurzfilmfestival, das vom gleichnamigen Verein in der Stadt Winterthur organisiert wird. Das Festival dauert sechs Tage und gilt als bedeutendstes Kurzfilmfestival der Schweiz, als auch eines der größten Kurzfilmfestivals Europas. Es widmet sich dem nationalen und internationalen Kurzfilm. Die 29. Internationalen Kurzfilmtage Winterthur finden vom 4. bis 9. November 2025 statt.

## Geschichte
1997 starteten Mitglieder des Filmfoyers Winterthur und des Kinos Nische ein Pilotprojekt und organisierten einen zweitägigen Anlass unter dem Titel: «1. Winterthurer Kurzfilmtage», bei dem ausschliesslich Kurzfilme vorgeführt wurden. Der Schwerpunkt lag auf Schweizer Filmen und Werken aus den deutschsprachigen Nachbarländern, ergänzt durch Filme aus dem Gastland Polen. Zu den 1. Winterthurer Kurzfilmtage kamen etwa 1.000 Besucher in die Alte Kaserne. Das Interesse beim Publikum veranlasste die Organisatoren, den Verein «Kurzfilmtage Winterthur» zu gründen, um die Weiterführung zu ermöglichen. Nach zwei Jahren kam neben der Kaserne das Kino Loge als zweite Spielstätte hinzu. 2002–2021 bildete das Casinotheater Winterthur das Festivalzentrum, im Jahr 2009 kam mit dem Theater Winterthur eine neue grosse Spielstätte hinzu.
Das Festival zeigt jährlich über 200 Kurzfilme, wovon rund 70 in den Wettbewerben (Schweizer und Internationaler Wettbewerb sowie Wettbewerb des Schweizer Filmschulentags) und rund 150 im Rahmen der kuratierten Programme gezeigt werden. Über die sechs Festival-Tage verbuchte das Festival 2019 17'500 Eintritte.
Aufgrund der Covid-19-Pandemie wurden die Kurzfilmtage 2020 online durchgeführt.
2022 löste das Sulzerareal mit dem Kino blue Cinema Maxx und dem Kino Cameo sowie dem Kraftwerk Musikclub die beiden Theater als Festivalzentrum ab.
2023 wurde eine separate Preisverleihung für Industry-Preise am Abend vor der Preiszeremonie der Hauptpreise eingeführt. Bei der Industry-Preisverleihung werden der Postproduktions-Preis, der Preis für den besten Schweizer Schulfilm und die P.AiR.S Projektentwicklungs-Residency verliehen sowie die Einladung zur Teilnahme am European Short Pitch bekannt gegeben. 

## Die Wettbewerbe
Herzstück der Kurzfilmtage sind der Internationale Wettbewerb und der Schweizer Wettbewerb, welche die Besucher an den Puls des aktuellen, weltweiten Filmschaffens bringen. Im Wettbewerb werden folgende Preise verliehen:
- Hauptpreis des Internationalen Wettbewerbs CHF 12 000.–
- Förderpreis des Internationalen Wettbewerbs CHF 10 000.–
- Kandidatur European Film Award (EFA)
- Prix George für die beste dokumentarische Form des Internationalen Wettbewerbs CHF 10 000.–
- Preis für den besten Schweizer Film CHF 10 000.–
- ZKB Publikumspreis CHF 10 000

Ausserhalb des Wettbewerbs werden zudem folgende Preise vergeben:
- Preis für den Besten Schweizer Schulfilm CHF 5000.–
- Postproduktions-Preis (ehem. Shortrun-Preis) CHF 10 000.– (Sachpreis)
- Preis für den besten Film der Sektion Sparks (ehem. Jugendpreise 12+ und 16+) CHF 2000.–
- P.AiR.S Projektentwicklungs-Residency siebenwöchiger Künstlerresidenz im Paradiesli, Sigriswil

## Preisträger und Preisträgerinnen
| Jahr | Hauptpreis des Int. Wettbewerbs                                  | Förderpreis des Int. Wettbewerbs                    | Prix George für die beste dokumentarische Form des Internationalen Wettbewerbs | Einladung zur Teilnahme am European Short Pitch        | Preis für den besten Schweizer Kurzfilm       | Schweizer Kamerapreis                                         | ZKB Publikumspreis                                                                                              | Postproduktions-Preis (ehem. Shortrun-Preis)       | Preis für den besten Schweizer Schulfilm       | Preis für den besten Film des Programms Sparks I (ehem. Jugendfilmpreis 12+) | Preis für den besten Film des Programms Sparks II (ehem. Jugendfilmpreis 16+) | P.AiR.S Projektentwicklungs-Residency    |
| ---- | ---------------------------------------------------------------- | --------------------------------------------------- | ------------------------------------------------------------------------------ | ------------------------------------------------------ | --------------------------------------------- | ------------------------------------------------------------- | --- | -------------------------------------------------- | ---------------------------------------------- | ---------------------------------------------------------------------------- | ----------------------------------------------------------------------------- | ---------------------------------------- |
| 1999 | –                                                                | –                                                   |                                                                                |                                                        | –                                             | –                                                             | Desserts und Blush                                                                                              | –                                                  | –                                              | –                                                                            | –                                                                             | -                                        |
| 2000 | Ampiaispaini                                                     | –                                                   |                                                                                |                                                        | Tout est bien                                 | –                                                             | Summertime | –                                                  | –                                              | –                                                                            | –                                                                             | -                                        |
| 2001 | Michelle                                                         | Tous à Table                                        |                                                                                |                                                        | Das Engadiner Wunder und So oder so           | –                                                             | Viaje en Taxi                                                                                                   | –                                                  | –                                              | –                                                                            | –                                                                             | -                                        |
| 2002 | Männersache                                                      | Ich muss gehen und Dortoka Uhartea                  |                                                                                |                                                        | Swapped                                       | –                                                             | Der Komplex | –                                                  | –                                              | –                                                                            | –                                                                             | -                                        |
| 2003 | Lift                                                             | Spin und 15’                                        |                                                                                |                                                        | Camkiller                                     | –                                                             | Lift (Kurzfilm)                                                                                                 | –                                                  | –                                              | –                                                                            | –                                                                             | -                                        |
| 2004 | C’est l’histoire d’un belge                                      | Nie solo seiN und Allerleirauh                      |                                                                                |                                                        | Tiger erdolchen                               | –                                                             | Meine Eltern | –                                                  | –                                              | –                                                                            | –                                                                             | -                                        |
| 2005 | Specialized Technicians Required: Being Luis Porcar              | Ele & Jagger und Stalk                              |                                                                                |                                                        | Frohe Ostern und Wir sind dir treu            | –                                                             | Sidasti Baerinn                                                                                                 | –                                                  | –                                              | –                                                                            | –                                                                             | -                                        |
| 2006 | Aldrig som första gången!                                        | A bras le corps                                     |                                                                                |                                                        | Federer et moi                                | –                                                             | West Bank Story                                                                                                 | –                                                  | –                                              | –                                                                            | –                                                                             | -                                        |
| 2007 | René                                                             | Hoy no estoy                                        |                                                                                |                                                        | Twist                                         | –                                                             | Il neige à Marrakech                                                                                            | –                                                  | –                                              | –                                                                            | –                                                                             | -                                        |
| 2008 | Puppetboy                                                        | Love you more                                       |                                                                                |                                                        | Polar                                         | –                                                             | Second Me | –                                                  | –                                              | –                                                                            | –                                                                             | -                                        |
| 2009 | Please Say Something                                             | Believe                                             |                                                                                |                                                        | Ich bin’s. Helmut                             | Lorenz Merz für Schonzeit                                     | Wagah | Sahar Suliman                                      | –                                              | –                                                                            | –                                                                             | -                                        |
| 2010 | The External World                                               | Glukhota                                            |                                                                                |                                                        | Stick Climbing                                | Pascal Walder für Yuri Lennon’s Landing on Alpha46            | Heimatland | Baggern                                            | –                                              | –                                                                            | –                                                                             | -                                        |
| 2011 | Brûleurs                                                         | Threesome                                           |                                                                                |                                                        | Bon Voyage                                    | Gabriel Lobos für Le début de la fin                          | Las Palmas | Kurt und der Sessellift                            | –                                              | –                                                                            | –                                                                             | -                                        |
| 2012 | Isla Alta                                                        | Death to The Camera                                 |                                                                                |                                                        | Os Vivos Tembem Choram                        | Natalie Ducrey für Sunburn                                    | Kurt und der Sessellift                                                                                         | From Ganga to Bollywood                            | –                                              | –                                                                            | –                                                                             | -                                        |
| 2013 | La lampe au beurre de yak                                        | Quelqu’un d’extraordinaire                          |                                                                                |                                                        | Kod Ćoška                                     | Quetzalli Malagón für IDYLLIUM                                | La lampe au beurre de yak                                                                                       | Between                                            | 205 la terre s’ouvre                           | Yardbird                                                                     | –                                                                             | -                                        |
| 2014 | A Million Miles Away                                             | Kuhani                                              |                                                                                |                                                        | Tišina mujo                                   | Aurelio Buchwalder für Wandelzeit – Eine Gletscherperformance | Abseits der Autobahn                                                                                            | Doug & Walter                                      | L'offre                                        | Tastes Like Chicken?                                                         | –                                                                             | -                                        |
| 2015 | The Living Need Light, the Dead Need Music                       | Totem                                               |                                                                                |                                                        | Nuestro Mar                                   | Maxime Kathari für O som da casa                              | Hausarrest | Rakjiada                                           | Seemannsgarn                                   | If Mama Ain't Happy, Nobody's Happy                                          | –                                                                             | -                                        |
| 2016 | A Man Returned                                                   | NO'I                                                |                                                                                |                                                        | E.B.C. 5300m                                  | Laurence Bonvin für Avant l’envol                             | Digital Immigrants                                                                                              | Soy tu Papá                                        | Millimeterle                                   | Mother Knows Best                                                            | –                                                                             | -                                        |
| 2017 | Ligne noire                                                      | Flores                                              |                                                                                |                                                        | Valet noir                                    | Florian Berutti für Premier amour                             | Facing Mecca | The Cruise                                         | Kinder der Nacht                               | How Long, Not Long                                                           | How Long, Not Long                                                            | -                                        |
| 2018 | Bigger Than Life                                                 | A Room with a Coconut View                          |                                                                                |                                                        | The Flood Is Coming                           | –                                                             | Brotherhood | Onaniegramm                                        | Hamama & Caluna                                | All These Creatures                                                          | Guaxuma                                                                       | -                                        |
| 2019 | Bab Sebt                                                         | Automne Malade / Autumn III                         |                                                                                | Kolektyviniai sodai / Community Gardens                | 22:47 Linie 34                                | –                                                             | Postcards from the End of The World                                                                             | FLANNERY’S                                         | bloc b                                         | Nan Fang Shao Nv / She Runs                                                  | Spolu Sami / Apart                                                            | -                                        |
| 2020 | This Day Won’t Last                                              | Menarca / Menarche                                  |                                                                                | Dustin                                                 | Carbón                                        | -                                                             | | Un Cielo Nublado                                   | Supreme                                        | Zolotye pugovitzi / The Golden Buttons                                       | Cultes                                                                        | -                                        |
| 2021 | Michael Omonua für Rehearsal                                     | Paloma Orlandini Castro für Ob Scena / Ob Scene     | Sebastian Mulder für Naya – Der Wald hat tausend Augen                         | Jela Hasler für Über Wasser / On Solid Ground          | Juliette Riccaboni für Cavales / Dream Racing | -                                                             | Olga Lucovnicova für Nanu Tudor / My Uncle Tudor                                                                | Matteo Gariglio für Il Muratore                    | Coline Confort, ECAL für Impériale / Imperial  | Marcel Barelli für Dans la nature / In nature                                | Brandon Grötzinger & Wander Theunis für Dirty Talks                           | -                                        |
| 2022 | Douwe Dijkstra für Neighbour Abdi                                | Eloïse Le Gallo und Julia Borderie für Bleu silico  | Lawrence Abu Hamdan für 45th Parallel                                          | Total Refusal für Hardly Working                       | Jorge Cadena für Flores del otro patio        | -                                                             | Maxim Arbugaev und Evgenia Arbugaeva für Haulout                                                                | Cosima Frei für There Is No End to This Story (AT) | Philipp Veiga Amaro, HSLU für The Deceased     | Mark Albiston für Datsun                                                     | Morgane Frund für Ours                                                        | -                                        |
| 2023 | Atsushi Hirai für Oyu                                            | Parinda Mai für Blinded für Centuries               | Valentin Noujaïm für Pacific Club                                              | Tomás Paula Marques für Dildotectónica/ Dildotectonics | Basil da Cunha für 2720                       | -                                                             | Mohammad Valizadegan für And Me, I’m Dancing Too                                                                | Laura Gönczy für Blu Cipresso                      | Alicia Mendy für Beutset (L’Aurore)            | Corina Schwingruber Ilić für Been There                                      | -                                                                             | Youssef Youssef für Yasmeen Ghauri       |
| 2024 | Mohamed Bourouissa für «Genealogy of Violence» (Frankreich 2024) | Joseph Douglas Elmhirst für «Burnt Milk» (USA 2023) | Mégane Brügger für «Maman danse» (Schweiz 2024)                                | Sara Rajaei für «City of Poets» (Niederlande 2024)     | Mona Jelić für «2mm» (Schweiz 2024)           | -                                                             | Nebojša Slijepčević für «The Man Who Could Not Remain Silent» (Bulgarien, Slowenien, Frankreich, Kroatien 2024) | Maya Kota und Sergio da Costa für «La Cabane»      | Anna Simonetti für «L'erbaccia» (Schweiz 2024) | Amélie Hardy für «Hello Stranger» (Kanada 2024)                              | -                                                                             | Saleh Kashefi für «Cry My Way to Heaven» |

1. ↑  
«Desserts» erhielt den internationalen Publikumspreis, «Blush» den national Publikumspreis.
2. ↑  
2002 wurde zusätzlich der Kinopreis für den Film «Aria» vergeben.
3. ↑  
Vergeben als «Förderpreis für ein herausragendes Regietalent». Regisseur von «Ich muss gehen» ist Florian Mischa Boeder, bei «Dortoka Uhartea» führte Maru Solores Regie.

## Die kuratierten Sektionen
Neben den Wettbewerben verfügen die Kurzfilmtage über Sektionen, die kuratierte Programme umfassen. Hier steht die Kontextualisierung von Themen in einen grösseren kulturellen Zusammenhang im Vordergrund. Der Einbezug der Filmgeschichte spielt genauso eine Rolle wie zeitgenössische Filme, Gesellschaftliches, Einblicke in Institutionen oder Gesamtwerke von Filmemachern und Künstlern. Seit 2013 heissen die Sektionen der kuratierten Programme «Grosser Fokus», «Land im Fokus» sowie «Person im Fokus». Außerdem finden Podiumsgespräche, Workshops und Veranstaltungen für Filmschaffende sowie Konzerte, Kunst und Partys statt.
| Jahr | Grosser Fokus                           | Land im Fokus                           | Person im Fokus                      |
| ---- | --------------------------------------- | --------------------------------------- | ------------------------------------ |
| 2013 | Independent Cinema USA                  | Kuba                                    | Armando Capó Ramos                   |
| 2014 | Framing Europe – Die europäische Idee   | Indigenes Kino – Through Our Own Lenses | Yann Gonzalez                        |
| 2015 | Arab Encounters – Visions and Realities | Bhutan/Nepal                            | Christoph Girardet & Matthias Müller |
| 2016 | Nordische Länder                        | Kolumbien                               | Salomé Lamas                         |
| 2017 | Tropical Views – Das Kino Südostasiens  | Griechenland                            | Pimpaka Towira                       |
| 2018 | This Is Britain                         | Georgien                                | Mike Hoolboom                        |
| 2019 | The Future Is ...                       | Brasilien                               | James N. Kienitz Wilkins             |
| 2020 | Festland-China, Hongkong, Taiwan        | Ukraine                                 | -                                    |
| 2021 | La Suisse n'existe pas                  | Kosovo                                  | Marie Losier                         |
| 2022 | Los Estados Andinos                     | Israel                                  | Kurdwin Ayub                         |
| 2023 | O Canada                                | Nigerian New Wave                       | Willy Hans                           |
| 2024 | Beyond the Frame                        | Ägypten                                 | Vytautas Katkus                      |

## Organisation
Die Kurzfilmtage sind als Verein mit rund 60 aktiven Mitgliedern organisiert, die Geschäftsstelle hat ihren Sitz in Winterthur und beschäftigt 10 Personen. Hinzu kommen freiwillige Helfende während des Festivals. Als Schweizer Kompetenzzentrum für den Kurzfilm engagieren sich die Kurzfilmtage zudem ganzjährig für die Promotion des Schweizer Kurzfilms. Sie sind Veranstalterin der schweizweiten «Kurzfilmnacht-Tour», unterhalten mit über 65'000 Titel das grösste Kurzfilmarchiv der Schweiz, das dem Fachpublikum während des ganzen Jahres für Recherchezwecke zur Verfügung steht, und kuratieren Kurzfilmprogramme für andere Festivals, private Firmen und öffentliche Institutionen.
Die Festivalleitung setzt sich zusammen aus der künstlerischen sowie der kaufmännischen Leitung.